# رابرت دورنباس
رابرت مایکل دورنباس ((به انگلیسی: Robert Michael Doornbos) تلفظ هلندی: [ˈro:bərt ˈmɑikəl ˈdo:rnbɔs] ()) (زادهٔ ۲۳ سپتامبر ۱۹۸۱ در روتردام) رانندهٔ مسابقات اتومبیل‌رانی اهل هلند است. او در تیم‌های فرمول یک جردن و ردبول ریسینگ به عنوان رانندهٔ آزمایشی و رانندهٔ سوم حضور داشته، و در فصل‌های الگو:F1۲۰۰۵ و ۲۰۰۶ برای تیم‌های میناردی و ردبول ریسینگ مسابقه داده‌است. دورنباس سپس با تیم میناردی یواس‌ای در آخرین فصل مسابقات جهانی چمپ کار در سال ۲۰۰۷ شرکت کرده‌است. او در سال ۲۰۰۸ در سری مسابقات سوپرلیگ فرمولا شرکت کرده، و در گراند پری ای۱ فصل ۲۰۰۸ و ۲۰۰۹ برای تیم هلند مسابقه داده‌است. دورنباس در سال ۲۰۰۹ در مسابقات سری ایندی‌کار حضور داشته‌است. او فصل را با تیم نیومن/هاس/لنیگان ریسینگ آغاز کرد، اما پس از مسابقه‌ای که در پیست کنتاکی اسپیدوی برگزار شد، به اچ‌وی‌ام ریسینگ منتقل شد.